# American Connection (album)
American Connection: highlights from the radio sessions is een verzamelalbum uit 2005 met opnamen gemaakt voor het KRO-radioprogramma American Connection. De meeste opnamen zijn gemaakt in de Byton Studio's in Loosdrecht, sommige in de Wisseloord Studio's, de AKN Studio's in Hilversum, of de Music Plant Studio's. Het nummer van Townes Van Zandt, dat als bonustrack op de cd staat, was eerder opgenomen voor het KRO-radioprogramma Country Time.
Het album verscheen op het CoraZong-label.

## Tracks
| track | artiest               | liedje                    | studio            | opnamedatum       |
| ----- | --------------------- | ------------------------- | ----------------- | ----------------- |
| 1     | Dan Bern              | Not For Sale              | Byton             | 27 juni 2002      |
| 2     | Ron Sexsmith          | For The Driver            | Byton             | 9 mei 2004        |
| 3     | Eliza Gilkyson        | Hiway 9                   | Byton             | 29 april 2004     |
| 4     | Drunk Stuntmen        | Out Of Bed                | Wisseloord        | 17 september 2004 |
| 5     | Jay Farrar            | Hard Is The Fall          | Byton             | 12 december 2003  |
| 6     | Beth Hart             | Hiding Under Water        | Byton             | 17 februari 2005  |
| 7     | Hackensaw Boys        | Sweet Petunia             | Byton             | 28 april 2004     |
| 8     | Chris Knight          | Broken Plow               | Wisseloord        | 11 oktober 2004   |
| 9     | Ane Brun              | Humming One Of Your Songs | Byton             | 1 december 2003   |
| 10    | Eugene Ruffolo        | One More Mystery          | Byton             | 30 mei 2002       |
| 11    | Boris McCutcheon      | Gift Horse                | Wisseloord        | 21 april 2004     |
| 12    | Kathleen Edwards      | The Lone Wolf             | Byton             | 6 februari 2003   |
| 13    | Josh Ritter           | Kathleen                  | Byton             | 26 februari 2004  |
| 14    | Remmelt, Muus & Femke | If We Should Fall         | Byton             | 19 februari 2002  |
| 15    | Jeff Talmadge         | Photograph                | AKN               | 17 september 2004 |
| 16    | Freedy Johnston       | The Mortician’s Daughter  | AKN               | 27 maart 2002     |
| 17    | Stephen Fearing       | Song On The Radio         | Music Plant       | 27 mei 2003       |
| 18    | Townes Van Zandt      | Waiting Around To Die     | Theater de Meente | 31 oktober 1987   |